# El Juicio de Paris (Enrique Simonet)
El Juicio de Paris es una pintura al óleo del mito griego del Juicio de Paris. Fue pintado en 1904 por Enrique Simonet, pintor español, y es uno de los muchos trabajos que describen esta escena mitológica. La composición es de 3,31 por 2,15 metros. Está expuesto en el Museo de Málaga.

## Historia
La obra fue realizada por Simonet durante su estancia en Barcelona, donde se vio influenciado por el modernismo. Lo pintó a sus treinta y ocho años, en una época de madurez en la que, no obstante, decidió arriesgarse y apostar por algo nuevo en su obra. El fotógrafo y político Cánovas Vallejo recogería que “El juicio de Paris” desató las críticas de sus amigos por haberse alejado de las grandes líneas de la pintura española y haber introducido elementos del nuevo arte que se fragua tras nuestras fronteras”. 
La obra perteneció a la familia hasta que fue adquirida por la Junta de Andalucía para el Museo de Málaga. Posee un determinado aire burgués y destaca un prominente luminismo en ella.

## Mitología y representación
Según el mito, la diosa de la discordia, Eris, enojada por no haber sido invitada a una boda en la que estaban la mayoría de los dioses, lanza la Manzana de la discordia en la que estaba inscrito "para la más bella". Las tres diosas representadas en el cuadro, Hera, Atenea y Afrodita, se disputan la manzana y deciden que el príncipe troyano Paris deba elegir entre ellas. Paris finalmente se decantará por Afrodita, quien le ofreció a cambio el amor de Helena de Esparta, lo que desencadenó la posterior Guerra de Troya.
La escena representa a las diosas Hera, coronada como reina de los dioses, y Atenea, semidesnuda cubriéndose como diosa virginal, ambas con ropas griegas; y Afrodita desnuda, exponiéndose ante Paris. Las tres diosas están representadas como la esposa de Simonet, Asunción Castro Crespo, en diferentes posturas y tonalidades, que solía hacer de modelo y musa. El resto de los personajes, el dios Anteros, y el príncipe Paris, que viste piel de leopardo, vestimenta típica de los príncipes troyanos, estaban inspirados en los hijos del pintor, Enrique y Ramón.
El ambiente es totalmente bucólico, locus amoenus, lleno de animales y plantas en el campo. Un pavo real abre su cola dando protagonismo y realce a Afrodita, que según el mito se convertirá en la elegida por Paris. Únicamente lleva dos brazaletes en forma de serpiente, símbolo clásico de la sexualidad.